# Comté de Mobile
Le comté de Mobile est un comté des États-Unis, situé dans l'État de l'Alabama.

## Géographie

### Situation
Le comté se trouve à l'extrême sud-ouest de l'État et forme avec le comté de Baldwin le seul accès au golfe du Mexique via la baie de Mobile.
Le bayou La Batre ainsi que l'Isle aux Herbes font partie du comté de Mobile.

### Comtés limitrophes
| Comté de Greene (Mississippi)  | Comté de Washington | Comté de Baldwin |
| Comté de George (Mississippi)  | Comté de Mobile     | Comté de Baldwin |
| Comté de Jackson (Mississippi) | Golfe du Mexique    | Golfe du Mexique |

## Histoire
La toponymie française de ces lieux date de l'époque de la Louisiane française qui s'étendait jusqu'à cette région du golfe du Mexique avec la fondation de la ville de Mobile et la construction du Fort Louis de la Mobile par le gouverneur de la Louisiane française Jean-Baptiste Le Moyne de Bienville.

## Démographie
| 1820  | 1830  | 1840   | 1850   | 1860   | 1870   | 1880   | 1890   |
| ----- | ----- | ------ | ------ | ------ | ------ | ------ | ------ |
| 2 672 | 6 267 | 18 741 | 27 600 | 41 131 | 49 311 | 48 653 | 51 587 |

| 1900   | 1910   | 1920    | 1930    | 1940    | 1950    | 1960    | 1970    |
| ------ | ------ | ------- | ------- | ------- | ------- | ------- | ------- |
| 62 740 | 80 854 | 100 117 | 118 363 | 141 974 | 231 105 | 314 301 | 317 308 |

| 1980    | 1990    | 2000    | 2010    | - | - | - | - |
| ------- | ------- | ------- | ------- | - | - | - | - |
| 364 980 | 378 643 | 399 843 | 412 992 | - | - | - | - |